# Bandiera dell'Elba
La bandiera dell'Isola d'Elba è bianca, divisa diagonalmente da una banda rossa che parte dall'angolo superiore del lato del pennone su cui vi sono tre api d'oro.
La bandiera è stata utilizzata durante il periodo di permanenza di Napoleone Bonaparte all'Elba come sovrano dell'isola, dal 4 maggio 1814 al 26 febbraio 1815. La bandiera, donata da Napoleone al suo arrivo sull'isola, fu issata nel punto più alto di Portoferraio il giorno dello sbarco dell'imperatore nell'isola su cui era stato esiliato in seguito al Trattato di Fontainebleau. La bandiera originale è conservata nella palazzina napoleonica dei Mulini a Portoferraio. Il significato del drappo scelto dall'Imperatore è stato a lungo, e continua ad essere, materia di dibattito anche tra gli storici.

## L'origine della banda rossa
Esistono varie ipotesi sull'origine della banda rossa su fondo bianco. Una, poco accreditata, è che i colori rosso e bianco fossero stati mutuati dalla bandiera polacca in onore del Maggiore Jan Paweł Jerzmanowski, uomo sempre fedele a Napoleone, che seguì l'imperatore anche nell'esilio elbano. Molti autori invece concordano che Napoleone fu ispirato da un libro illustrato sulle bandiere.
Il comandante della fregata inglese HMS Undaunted, Thomas Ussher, che portò Napoleone da Marsiglia all'Elba, racconta che: «Napoleone aveva con sé un libro dove erano raffigurate tutte le bandiere della Toscana, antiche e moderne; mi chiese la mia opinione su quella che aveva scelto». Il commissario britannico designato ad accompagnare Napoleone all'Elba, il colonnello Neil Campbell, conferma tale versione scrivendo nel suo diario: «[...] era il più esattamente possibile una bandiera dell'antica Toscana».

### L'ispirazione alla bandiera del Granducato di Toscana
Secondo alcuni autori la banda rossa su campo bianco è ispirata dai colori della bandiera del Granducato di Toscana che con le famiglie dei Medici prima e degli Asburgo-Lorena dopo, aveva in passato governato sull'isola.
Robert Christophe afferma che: «Era stato lo stesso Imperatore a ideare questa bandiera. Durante i cinque giorni della traversata aveva studiato a fondo i libri relativi all'Isola d'Elba portati da Fontainebleau. Traendo ispirazione dallo stemma dei Medici, antichi sovrani dell'Isola, aveva disegnato una nuova bandiera con fondo bianco e una banda trasversale rossa sormontata da tre api d'oro. Il simbolo fiorentino avrebbe dovuto piacere agli Elbani e le api d'oro, ricordo del mantello imperiale, erano destinate a soddisfare i soldati che attraversando la Francia, sotto il comando di Cambronne, avrebbero raggiunto Portoferraio 20 giorni dopo».
La bandiera granducale dei Medici non ha comunque nulla a che fare con quella elbana, eccezion fatta per il colore bianco predominante, mentre quella degli Asburgo-Lorena essendo rossa-bianca-rossa a bande orizzontali, la ricorda nei colori.

### L'ispirazione alla bandiera della Signoria di Piombino
Secondo altri autori la banda diagonale è stata ripresa da una bandiera della famiglia degli Appiani che, prima come Signori, poi come Principi, avevano governato Piombino e, come sua diretta dipendenza, l'Elba. Questa bandiera è bianca, divisa diagonalmente da una banda a scacchi rossi e bianchi che parte dall'angolo superiore del lato del pennone. Come racconta Vincenzo Mellini Ponçe de Léon, essa «rammentava agli elbani i loro primi signori, gli Appiani, che governarono l'Elba dopo la caduta della repubblica pisana».

### Conclusione
Napoleone, molto probabilmente, volendo creare qualcosa di nuovo ma al tempo stesso familiare alla popolazione elbana, fu ispirato dal colore predominante bianco sia della bandiera dei Medici che degli Appiani, dal colore rosso presente sia nella bandiera degli Asburgo-Lorena che degli Appiani e dalla fascia diagonale, privata però degli scacchi, caratteristica della bandiera degli Appiani.
Lo stemma della casa di Buonaparte può anche avere influenzato Napoleone, che l'aveva però abbandonato a favore di una composizione personale (l'aquila napoleonica). Questo stemma fu conservata da tutti i membri della famiglia non riconosciuti successibili al trono imperiale.   

Bandiera della Signoria di Piombino

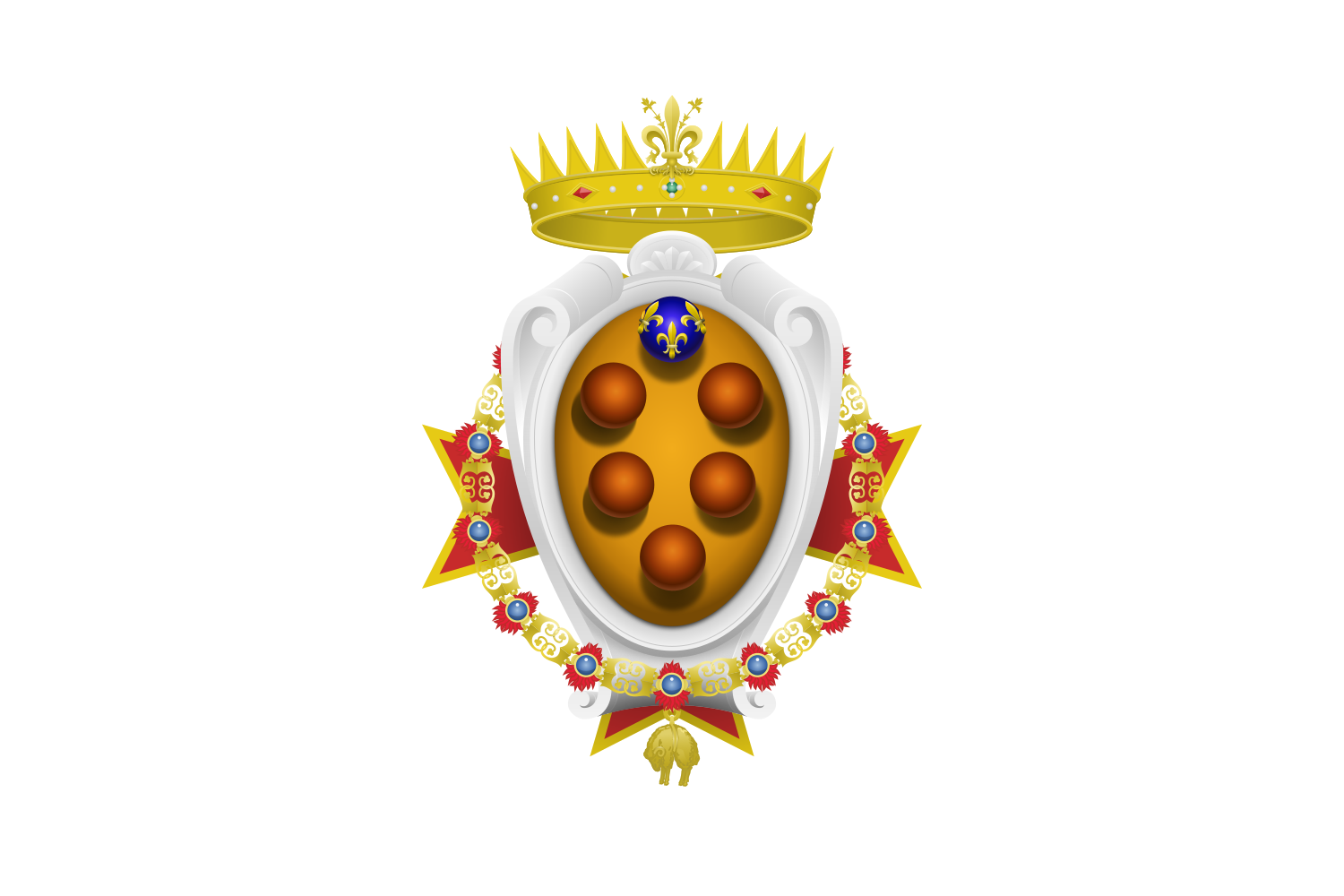
Bandiera medicea del Granducato di Toscana, 1562-1737

Bandiera del Granducato di Toscana degli Asburgo-Lorena, 1765-1800 e 1814-1859

## Significato delle api dorate

Stemma di Napoleone con api dorate sul mantello

Stemma di Livorno concesso da Napoleone

Tra le varie ipotesi sul significato delle api, una è quella che volesse richiamare l'unità e l'operosità degli elbani. Un'altra, invece, destata di maggiore fondamento, attribuisce allo stesso Napoleone la spiegazione della stessa. Parlando con l'ammiraglio Thomas Ussher dice di aver «scelto le tre api perché rappresentano il popolo elbano che ha avuto tre dominatori ed ora con me è finalmente unito sotto un'unica bandiera». Napoleone, parlando di tre dominatori, pare volesse riferirsi alla divisione dell'Elba in tre parti, avvenuta ai primi del XVII secolo: gran parte dell'isola apparteneva al Principato di Piombino (degli Appiani, poi dei Ludovisi e Boncompagni Ludovisi), mentre Cosmopoli (Portoferraio) apparteneva al Granducato di Toscana (dei Medici e poi degli Asburgo-Lorena) e Porto Longone (Porto Azzurro) allo Stato dei Presidi (appannaggio militare del Regno di Napoli).
Le api dorate sono comunque un simbolo molto ricorrente nell'iconografia napoleonica.

### L'ape nella vessillologia napoleonica
Simbolo di immortalità e di resurrezione, l'ape fu scelta da Napoleone in modo da collegare la nuova dinastia alle origini stesse della Francia. Le api d'oro (in realtà, cicale) furono scoperte nel 1653 a Tournai nella tomba di Childerico I, fondatore nel 457 della dinastia Merovingia e padre di Clodoveo I. Esse furono allora considerate come il più antico emblema dei sovrani di Francia, prefigurando il giglio araldico che ne sarebbe stato l'evoluzione.
Le api dorate si ritrovano sul mantello imperiale napoleonico e sulle insegne delle città dell'impero aventi rango di bonne ville, le quali portavano nel loro stemma un capo di rosso, caricato di tre api d'oro poste in fascia.

## I Cavalleggeri Polacchi

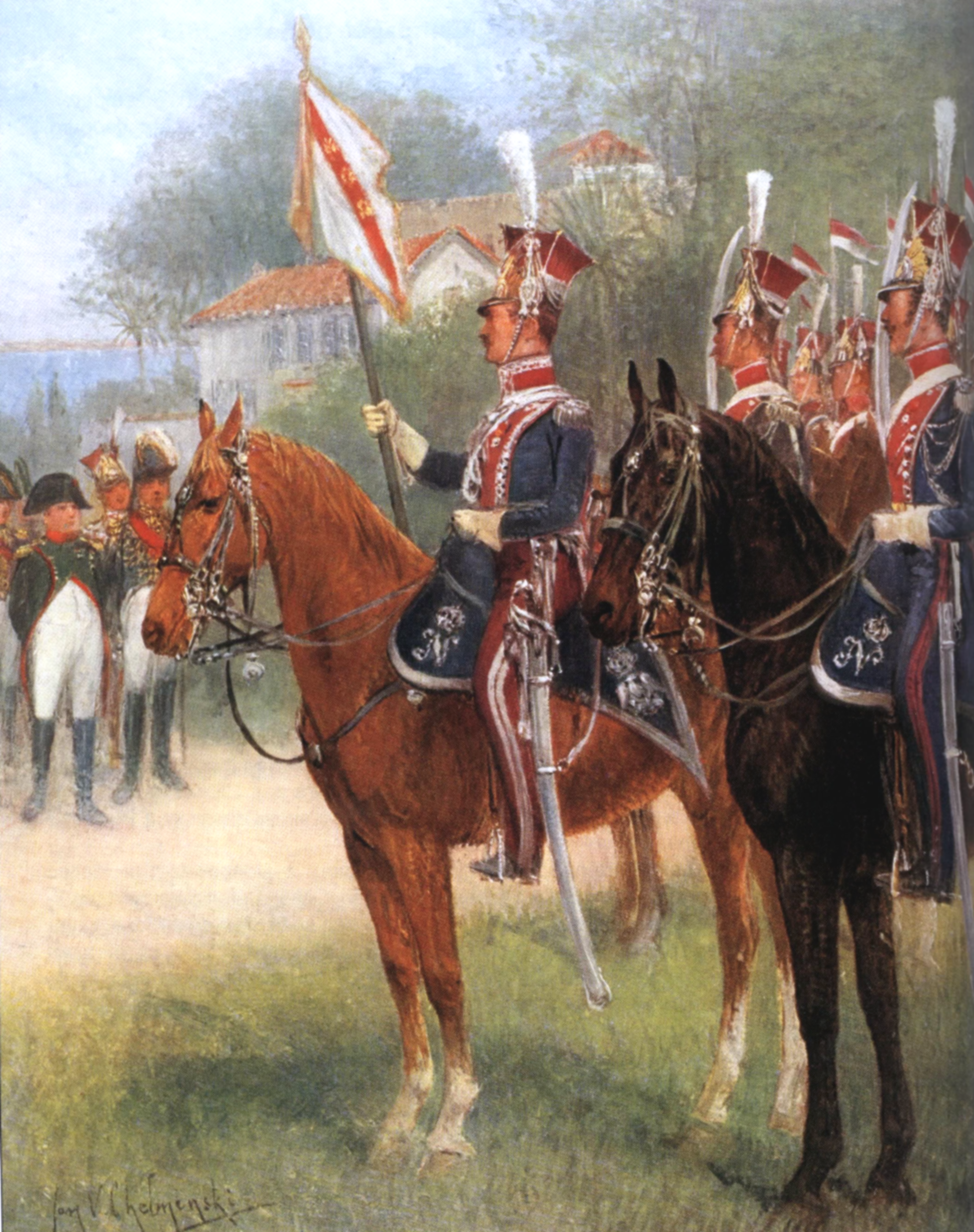
Lo squadrone cavalleggeri polacchi della Guardia Napoleonica all'Isola d'Elba - Dipinto di Jan Chełmiński

Spesso si ritiene che la bandiera elbana sia stata mutuata da quella dei Cavalleggeri Polacchi, mentre è vero il contrario. Tutti i militari polacchi arrivati all'Elba al seguito di Napoleone (Granatieri, Artiglieri, Cavalleggeri e Lancieri), furono riuniti in uno Squadrone di Cavalleggeri, sotto il comando del Maggiore Jan Paweł Jerzmanowski. Lo squadrone assunse il nome di Cavalleggeri Polacchi - Squadrone Napoleone - Della Guardia di Napoleone all'Isola d'Elba e gli venne assegnata la bandiera dell'Elba. Essi furono successivamente inquadrati all'interno della Grande Armata durante i Cento Giorni. Non vi è alcuna traccia dell'esistenza dello Squadrone prima del 1814, così come non vi è alcuna traccia dell'uso della bandiera elbana da parte di altre unità dei Cavalleggeri Polacchi.
La bandiera dei cavalleggeri polacchi è conservata al Musée de l'Armée di Parigi, e sotto la stessa è riportata la seguente dicitura:

## Utilizzo contemporaneo

Stemma della Provincia di Livorno

Oggigiorno, la bandiera, così come disegnata da Napoleone, anche se molto utilizzata sull'isola, non ha nessun riconoscimento ufficiale. Comunque, la popolazione elbana attraverso la stessa riconosce la propria identità insulare. Molto spesso, le riproduzioni della bandiera oggi in commercio, riportano nell'angolo alto al lato esterno una "N" dorata, sovrastata da una corona e racchiusa da due rami di alloro, la cui esistenza non è stata mai documentata nelle bandiere in uso all'epoca.
La bandiera dell'Elba si ritrova oggi, come parte integrante o come richiamo, negli armoriali dei comuni elbani di Campo nell'Elba, Marciana Marina e Rio e nell'armoriale della Provincia di Livorno il quale è costituito, a sua volta, dall'armoriale della città di Livorno sormontato dalla bandiera elbana. Ciò è dovuto al fatto che, al momento dell'Unità d'Italia e fino al 1925, la Provincia era costituita solamente dai territori del Comune di Livorno e dell'Isola d'Elba. L'unione dei due vessilli ha curiosamente ricreato un'arma che ricorda molto quella concessa alla città di Livorno nel Primo Impero francese.